# Antti-Jussi Miettinen
Antti-Jussi Miettinen (* 30. März 1983 in Kangasala, Finnland) ist ein finnisch-deutscher Eishockeyspieler, der seit 2021 beim EHC Königsbrunn in der Bayernliga aktiv ist.

## Karriere
Miettinen spielte zunächst für seinen Heimatverein Ilves Tampere in der finnischen Nuorten SM-liiga. Der Linksschütze machte gleich auf sich aufmerksam und lief daraufhin für Tamperes Profimannschaft auf. Zur Spielzeit 2002/03 schloss er sich den Lethbridge Hurricanes, die ihn beim CHL Import Draft 2002 in der zweiten Runde als insgesamt 73. Spieler ausgewählt hatten, in der kanadischen Juniorenliga Western Hockey League an. Dort blieb er jedoch nur eine Spielzeit und absolvierte 54 Spiele, in denen er 35 Scorerpunkte erzielte. Anschließend zog es ihn zurück in seine Heimat zu den Ilves Tampere.
In den folgenden zwei Jahren spielte er überwiegend in der höchsten finnischen Liga, der SM-liiga. Während der Saison 2004/05 schloss er sich den KooKoo Kouvola an, mit denen er fortan in der zweiten finnischen Spielklasse, der Mestis, spielte. Im Sommer 2005 entschloss sich Miettinen zu einem Wechsel ins Ausland. Die Ratinger Ice Aliens aus der Oberliga konnten ihn von einem Engagement in Deutschland überzeugen und statteten ihn zunächst mit einem Einjahresvertrag aus. Mit 51 Scorerpunkten in 45 Spielen war er eine wichtige Säule im Offensivspiel der Rheinländer. In Ratingen gehörte er neben seinem finnischen Landsmann Janne Kujala zu den Publikumslieblingen.
Mitten in der Saison 2006/2007 sah sich Antti-Jussi Miettinen erneut dazu gezwungen, den Verein zu wechseln, da die Ice Aliens Konkurs anmelden mussten. Es folgte ein kurzes Gastspiel beim EHC Waldkraiburg, da er eine schlimme Knieverletzung erlitt und nur neun Ligaspiele absolvierte.
Schließlich versuchte er einen Neuanfang in der Regionalliga NRW bei den Dortmunder Elchen. Dort gelang ihm sofort der Durchbruch, und er wurde zum Topscorer der Liga. Als wichtiger Bestandteil der Mannschaft hatte er großen Anteil am Erfolg der Mannschaft, die unter anderem wegen seiner wichtigen Tore und Vorlagen bis ins Play-off-Finale vorstieß. In insgesamt 39 Saisonpartien erzielte er 121 Scorerpunkte (46 Tore, 75 Assists). Zum Ende der Spielzeit 2008/09 stieg Miettinen mit dem EHC in die Oberliga auf. Sein zum Saisonende auslaufender Vertrag wurde hingegen nicht verlängert. Somit verließ er den Verein nach zwei Jahren und schloss sich dem Viertligisten Moskitos Essen an, mit dem er in seinem zweiten Jahr in der Oberliga spielte. Zur Saison 2011/12 wurde er vom damaligen Regionalligisten Herner EV verpflichtet. Seit der Saison 2014/2015 steht er für den Bayernligisten ECDC Memmingen Indians auf dem Eis und stieg mit diesem 2017 in die Eishockey-Oberliga auf. Er gehört ezu den Zuschauerlieblingen in Memmingen. Seit 2022 spielt er mit dem EHC Königsbrunn in der Bayernliga.

### International
Mit dem finnischen Nachwuchs nahm Miettinen an der U18-Weltmeisterschaft 2001 teil und gewann dort die Bronzemedaille.

## Erfolge und Auszeichnungen
- 2001 Bronzemedaille bei der U18-Junioren-Weltmeisterschaft
- 2008 Gewinn der Regionalliga Nordrhein-Westfalen mit dem EHC Dortmund
- 2008 Topscorer und bester Vorbereiter der Regionalliga Nordrhein-Westfalen
- 2009 Gewinn der Regionalliga Nordrhein-Westfalen und Aufstieg in die Oberliga mit dem EHC Dortmund
- 2010 Gewinn der Regionalliga NRW/Hessen und Aufstieg in die Oberliga mit den Moskitos Essen
- 2012 Gewinn der Regionalliga West mit dem Herner EV
- 2012 Topscorer und bester Vorbereiter der Regionalliga West
- 2013 Gewinn der Regionalliga West und Aufstieg in die Oberliga mit dem Herner EV
- 2017 Gewinn der Bayernliga und Aufstieg in die Oberliga mit dem ECDC Memmingen
- 2017 Bester Vorbereiter der Regionalliga West

## Karrierestatistik

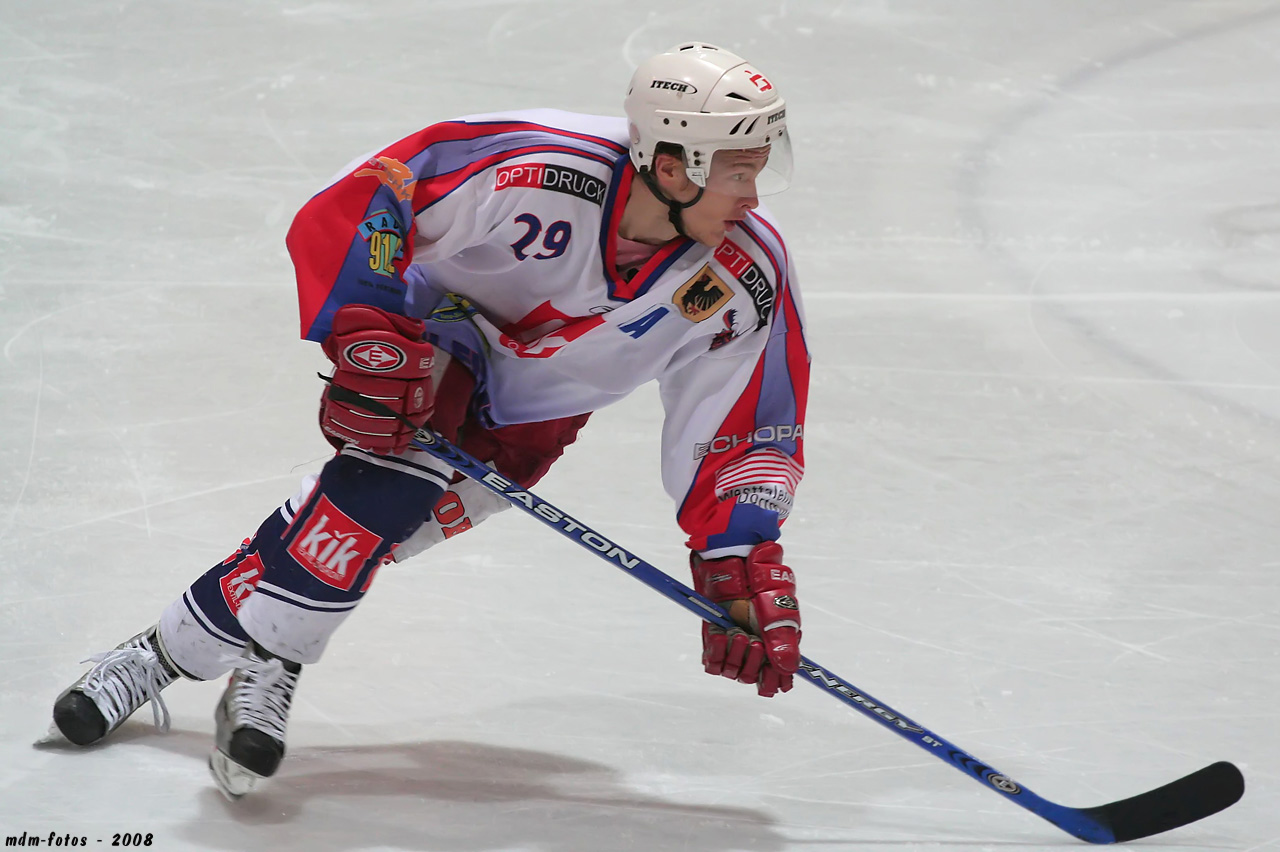
Antti-Jussi Miettinen im Trikot des EHC Dortmund

### International
(Legende zur Spielerstatistik: Sp oder GP = absolvierte Spiele; T oder G = erzielte Tore; V oder A = erzielte Assists; Pkt oder Pts = erzielte Scorerpunkte; SM oder PIM = erhaltene Strafminuten; +/− = Plus/Minus-Bilanz; PP = erzielte Überzahltore; SH = erzielte Unterzahltore; GW = erzielte Siegtore; 1 Play-downs/Relegation; Kursiv: Statistik nicht vollständig)